# Club Santa Catalina Atlètic
El Club Santa Catalina Atlètic, o Club Santa Catalina Atlético és un equip de futbol amb seu a Palma, Mallorca, a la comunitat autònoma de les Illes Balears. Juga a Tercera Divisió – Grup 11, i disputa els partits a casa al Camp Municipal de Son Flor, que té una capacitat per a 1.000 espectadors.

## Temporada a temporada
| Temporada | Nivell | Divisió    | Lloc | Copa del Rei |
| --------- | ------ | ---------- | ---- | ------------ |
| 2007/08   | 8      | 3ª Reg.    | 9è   |              |
| 2008/09   | 6      | 1a Reg.    | 17è  |              |
| 2009/10   | 6      | 1a Reg.    | 14è  |              |
| 2010/11   | 6      | 1a Reg.    | 2n   |              |
| 2011/12   | 5      | Reg. Pref. | 13è  |              |
| 2012/13   | 5      | Reg. Pref. | 4t   |              |
| 2013/14   | 5      | Reg. Pref. | 2n   |              |
| 2014/15   | 5      | Reg. Pref. | 1r   |              |
| 2015/16   | 4      | 3a         | 17è  |              |
| 2016/17   | 4      | 3a         | 10è  |              |
| 2017/18   | 4      | 3a         | 9è   |              |
| 2018/19   | 4      | 3a         | 8è   |              |
| 2019/20   | 4      | 3a         | --   |              |

- 5 temporades a Tercera Divisió